# 京成バス松戸営業所
京成バス松戸営業所（けいせいばすまつどえいぎょうしょ）は、主に千葉県松戸市を中心に市川市、流山市、柏市に至る路線を担当している京成バスの営業所。
松戸市古ヶ崎に所在、最寄り停留所は市川線・流山線・日大線・松戸八潮線の「松戸営業所」である。社内の営業所記号は3を用いる。ナンバーは松戸（松戸ナンバー登場以前は野田←習志野）である。

## 概要
松戸駅を中心に周辺各地への路線を伸ばしている。松戸市内の駅と新興住宅地を結ぶ短距離路線は、主にグループ会社の新京成電鉄（現・京成バス千葉ウエスト）に担当させてきた経緯もあり、当営業所は古くからの幹線系の路線が中心で管轄路線数が少ないが、松戸 - 市川間の「市川線」は概ね毎時10本程度の高頻度で運行され、利用者もかなり多い。
市川市に跨る路線については市川営業所と所管路線を分け合っている。また、金町営業所から戸ヶ崎線の一部が移管されて松戸八潮線となった結果、埼玉県内（三郷市および八潮市）にも乗り入れるようになった。
以前は、馬橋（松戸市）から東京の浅草寿町車庫に至る「馬橋線」や、八柱霊園、現・白井市の白井（白井公民館前）及び平塚、あるいは旧沼南町（現・柏市）の沼南ゴルフ場前に至る各線があった。これらは現在廃止又は短縮され、短縮された白井方面の路線については京成バス千葉セントラルに移管されている。
また、1970年代頃までは国道6号八ケ崎交差点北西角（ 現在の松戸新京成バス八ヶ崎入口停留所前）に馬橋操車場を有していた。

## 歴史
- 1935年11月21日 - 松戸市根本に京成電気軌道の自動車営業所として開設。その後、古ケ崎に移転。
- 1999年 - 一般路線にバス共通カード取り扱い開始（2010年7月31日終了）。
- 2003年10月1日 - 京成バスへの移管。
- 2005年11月21日 - 流山市のコミュニティバス「流山ぐりーんバス」の一部路線で運行委託を受ける。
- 2008年3月26日 - 一般路線にPASMO取り扱い開始。

## 現行路線

### 市川線
- 松11 : 松戸営業所 - 松戸駅 - 矢切駅 - 国府台病院[1] - 国府台駅 - 市川駅
- 松11 : 松戸駅 - 矢切駅 - 国府台病院[1] - 国府台駅 - 市川駅

沿革
- 1923年（大正12年）8月10日 : ［渡辺乗合自動車］松戸駅 - 市川駅を開通。
- 1935年（昭和10年）12月23日 : 京成電気軌道の路線となる（松戸車庫（現：松戸営業所）発着になった日は不明）。
- 1957年（昭和32年）4月10日 : 夜間に限り市川広小路経由便をワンマン運行（廃止日不明）。

主に千葉県道1号市川松戸線を南北に貫き、常磐線・北総線・京成本線・総武線の駅間を短絡して松戸・市川両市主要部を結ぶ路線である。また、京成電気軌道が分離子会社「京成乗合自動車」を作るはるか以前の1923年（大正12年）、地元の名士渡辺敬蔵の手により渡辺乗合自動車の屋号で開通した松戸地区最古の路線でもある。
北総線二期区間開通より前のダイヤでは全便が松戸車庫発着だったが、その後松戸駅で折り返す便が設けられた。
沿線には、学校や病院、住宅地を多く抱えており、今昔を通して松戸市内のバス路線で最頻度運行を続けている。松戸駅 - 市川駅間において、北総二期区間（矢切駅）開通以前は毎時12本運行されていたが、開通以後は毎時10本となり、現在に至っている。
途中の上矢切停留所の近くには松戸新京成バスの三矢小台停留所（終点）がある。新京成の三矢小台線は、新京成電鉄時代の一時期循環ルートで運行しており、その頃は一部区間が当路線と重複していたこともある。それより南側の下矢切停留所は矢切の渡しの下車停留所の一つである。また、野菊の墓文学碑や柳原水閘のような観光名所も沿線にある。

### 流山線

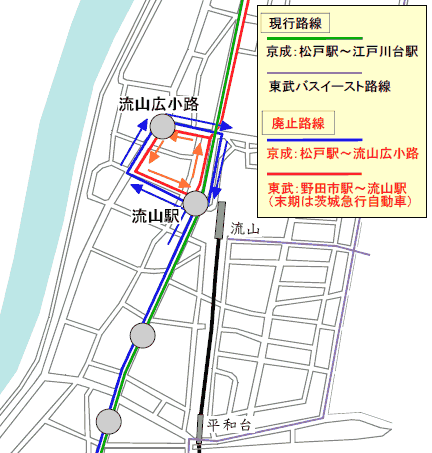
流山駅周辺のルート

- 松71 : 松戸駅 → 松戸営業所 → 古ケ崎 → 日大病院入口 → 船戸 → 南流山駅北口 → 流山駅 → 流山一丁目（流山市役所入口） → 下花輪 → 香取神社 → 江戸川台駅（西口）
- 松71 : 江戸川台駅（西口） → 香取神社 → 下花輪 → 流山一丁目（流山市役所入口） → 流山駅 → 南流山駅北口 → 船戸 → 日大病院入口 → 古ケ崎 → 松戸営業所 → 松戸駅
- 松71 : 南流山駅北口 - 流山駅 - 流山一丁目（流山市役所入口） - 下花輪 - 香取神社 - 江戸川台駅（西口）
- 松72 : 松戸駅 - 松戸営業所 - 古ケ崎 - 日大病院入口 - 馬橋高校 - 馬橋駅
- 松72 : 馬橋駅 → 馬橋高校 → 日大病院入口 → 古ケ崎 → 樋野口橋 → 松戸駅
- 松73 : 松戸駅 → 松戸営業所 → 古ケ崎 → 日大歯科病院 → 南流山駅北口 → 流山駅 → 流山一丁目（流山市役所入口） → 下花輪 → 香取神社 → 江戸川台駅（西口）(平日・土曜のみ)
- 松73 : 松戸駅 - 松戸営業所 - 古ケ崎 - 日大歯科病院 - 南流山駅北口(土曜朝1便のみ)
- 松73 : 松戸駅 - 松戸営業所 - 古ケ崎 - 日大歯科病院
- 松73 : 江戸川台駅（西口） → 香取神社 → 下花輪 → 流山一丁目（流山市役所入口） → 流山駅 → 南流山駅北口 →  日大歯科病院 → 古ケ崎 → 松戸営業所 → 松戸駅(平日・土曜のみ)
- 松74 : 南流山駅南口 → 南流山中学校 → 日大病院入口 → 古ケ崎 → 松戸営業所 → 松戸駅(土曜・休日のみ)
- 松74 : 松戸営業所 - 古ケ崎 - 日大病院入口 - 南流山中学校 - 南流山駅南口(土曜・休日のみ)
- 流75：江戸川台駅（西口） - DPL流山東エントランス

沿革
- 1927年（昭和2年）12月1日 : ［渡辺乗合自動車］松戸駅～流山を開通。
- 1935年（昭和10年）12月23日 : 京成電気軌道の路線となる。
- 1953年（昭和28年）5月1日 : 松戸駅～野田愛宕神社（愛宕神社前）に延長。野田線となる。東武鉄道野田営業所（後の茨城急行自動車野田営業所。現在は松伏営業所へ統合。）と相互乗り入れ。一部の便は流山広小路で折り返し。
- 1975年（昭和50年）8月20日 : ［京成］松戸駅～江戸川台駅と［東武］野田市駅～流山駅に分割され、京成の線名が流山線となる[3]。
- 1991年3月30日 : 南流山駅経由となる。
- 1998年9月16日 : 松戸駅～馬橋駅を開通。
- 2000年3月16日 : 新松戸線（日大歯科病院～馬橋駅～新松戸駅）廃止に伴い、日大歯科病院～馬橋駅系統を組み入れる。
- 2004年頃 : 日大歯科病院～馬橋駅系統を廃止。
- 2004年12月1日 : 流山広小路停留所（流山駅の北西すぐのところ。流山駅折り返しのための停留所だった。）折り返し便及び同停留所の廃止。朝の松戸駅行便を樋野口橋経由に変更。
- 2015年3月30日 : 日大歯科病院経由の松73系統を新設。平日のみ運行。
- 2016年3月28日 : 3/28　松戸（営）ダイヤ改正のお知らせ同日に、南流山駅南口・南流山中学校・流山街道入口を新設、従来の南流山駅は南流山駅北口と停留所名を変更。南流山駅は北口が江戸川台駅方面、南口が松戸駅方面へと乗り場を分断。
- 2018年11月12日 : 流75系統新設。1日4本のみの運行。
- 2021年3月16日 : 南流山駅 - 江戸川台駅を大幅に減便。
- 2022年7月 : 南流山駅南口停留所は土日朝1便（松戸駅行き、松戸営業所からの到着便。南流山中学校経由）のみ使用になる。ほかの便はすべて、（松戸駅方面も）北口発着となる。

主にいわゆる「流山街道」を走行し、主に松戸と流山を結ぶ。沿線には江戸川沿いの農業地帯を含む他、東葛病院（旧院）があった。後に旧・新松戸線の一部区間を組み込み、流山に行かない枝線系統ができている。
松戸駅から流山市街、流山市中央部方面への唯一の直通交通であり、一時期は松戸から流山駅以北への利用者も多く、古くは東武バスとの相互乗り入れによって野田市内まで行っていた時代もあったが、流山八丁目交差点付近を始めとする渋滞等による遅延や流鉄流山線、東武野田線、JR武蔵野線といった鉄道との競合が背景にあり、現在では南流山駅より北の流山駅・江戸川台駅方面へ行く便は日中概ね2 - 3時間に1本である。
2005年にはつくばエクスプレスが開業し、接続と同時に競合関係にもなっている。
馬橋枝線沿線には千葉県立松戸馬橋高等学校があり、開業時と比べ大幅に本数が減らされてはいるものの通学手段として使われている。
新松戸線時代には他に職業安定所も沿線に存在し、鉄道のない地域における貴重なアクセス手段になっていた。

### 日大線
- 松81 : 松戸駅 - 松戸営業所 - 北松戸駅入口 - 日大歯科病院
- 松81 : 日大歯科病院 → 北松戸駅入口 → 松戸営業所
- 松81 : 日大歯科病院 → 北松戸駅入口 → 樋野口橋 → 松戸駅
- 松82 : 松戸駅 - 松戸営業所 - 古ケ崎 - 日大歯科病院

沿革
- 1971年（昭和46年）11月1日 : 松戸駅～日大歯科病院を開通。
- 2002年10月8日 :平日朝の松戸行便を樋野口橋経由に変更。
- 2014年5月1日 : 乗降方式が前乗り前払いから中乗り後払い整理券方式に変更。

松戸駅から北方向へ、当営業所の流山線よりも常磐線寄りを走り、北松戸工業団地西部を通る。その工業団地の各工場からのトラックが、平日の昼間は古ヶ崎五差路のほうに多数通るため、道幅の関係で遅延がしばしば発生している。バスは比較的本数が多いが、近年若干減少の方向にある。終点にある日本大学松戸歯学部（旧・日大松戸歯科大学）への通学輸送と、同附属病院へのアクセスを目的に開設されたが、松戸市栄町など住宅地も点在し途中停留所もかなり使われている。なお、「北松戸駅入口」停留所は北松戸駅と500m程度離れたところにあり、乗換停留所ではない。松82は平日のみ1往復半運行で、終点の日大歯科病院以外は流山線と同一ルート(流山街道)を通る。

### 国分線
- 松51 : 松戸駅 - 分実 - 大橋 - 国分操車場 - 道の駅いちかわ - 国分 - 菅野六丁目 - 市川真間駅 - 市川駅
- 松51-2 : 松戸駅 - 分実 - 大橋 - 聖徳学園 - 国分操車場 - 道の駅いちかわ - 国分 - 菅野六丁目 - 市川真間駅 - 市川駅
- 松52 : 松戸駅 - 一条会病院 - 北国分駅 - 聖徳学園
- 松52 : 松戸駅 → 一条会病院 → 北国分駅
- 松54 : 松戸駅 - 一条会病院 - 北国分駅 - 聖徳学園 - 国分操車場 - 道の駅いちかわ - 国分 - 菅野六丁目 - 市川真間駅 - 市川駅
- 松55 : 松戸駅 - 一条会病院 - 北国分駅 - 国分操車場 - 道の駅いちかわ - 国分 - 菅野六丁目 - 市川真間駅 - 市川駅

沿革
- 1961年（昭和36年）8月25日：市川駅 - 国分 - 松戸駅（現在の松51系統）開設。当時は市川営業所管轄。
- 1984年（昭和59年）4月6日 : 松戸駅 - （市川松戸有料道路〈現・市川松戸道路〉経由)～聖徳学園が開通。
- 1997年（平成9年）4月1日 : 松戸駅東口〜聖徳大学正門発着便の開通。
- 2009年4月6日 : 北国分駅北口経由から北国分駅経由に経路変更
- 2013年8月1日 : 松51を大幅減便。それに対する措置として松52から北国分駅で市43へ、聖徳学園で市44への乗継ぎ制度を開始。
- 2014年5月1日 : 市43・市44系統と乗り継ぎ先の松52系統を統合、松54・55系統新設。北国分駅・聖徳学園での乗継ぎ制度終了。
- 2016年3月26日 : 松53系統運行終了
- 2017年7月22日 : 松51-2系統運行開始
- 2018年6月2日 : 東京外かく環状道路延伸開業及び道の駅いちかわ開業に伴い北台バス停廃止

市川営業所管轄の同名路線がベース。1983年（昭和58年）に聖徳学園短期大学附属中学校・高等学校（現在の光英VERITAS中学校・高等学校）が沿線の松戸市秋山に開校したのを受けて、松戸駅から聖徳学園への通学輸送を目的に松52系統が開設され、のちに松51系統が市川から移管されてきた。

### 矢切の渡し線
- 松31 : 松戸駅 - 矢切の渡し入口
- 松31 : 松戸駅 - 矢切の渡し入口 - 矢切の渡し（土休日のみ）
  - 1986年（昭和61年）7月27日 : 矢切高校線として松戸駅 - 矢切高校（やきりこうこう）間が開通。
  - 2011年（平成23年）3月31日 : 矢切高校の統・廃合に伴い矢切高校停留所を「矢切の渡し入口」（やぎりのわたしいりぐち）に改称。路線名を矢切の渡し線に変更。
  - 2012年（平成24年）4月28日 : 土休日の日中の一部便に限り矢切の渡しまで延伸。矢切の渡し入口停留所を「旧矢切高校」に改称。
  - 2018年（平成30年）6月1日：旧矢切高校停留所を「矢切の渡し入口」に再改称。

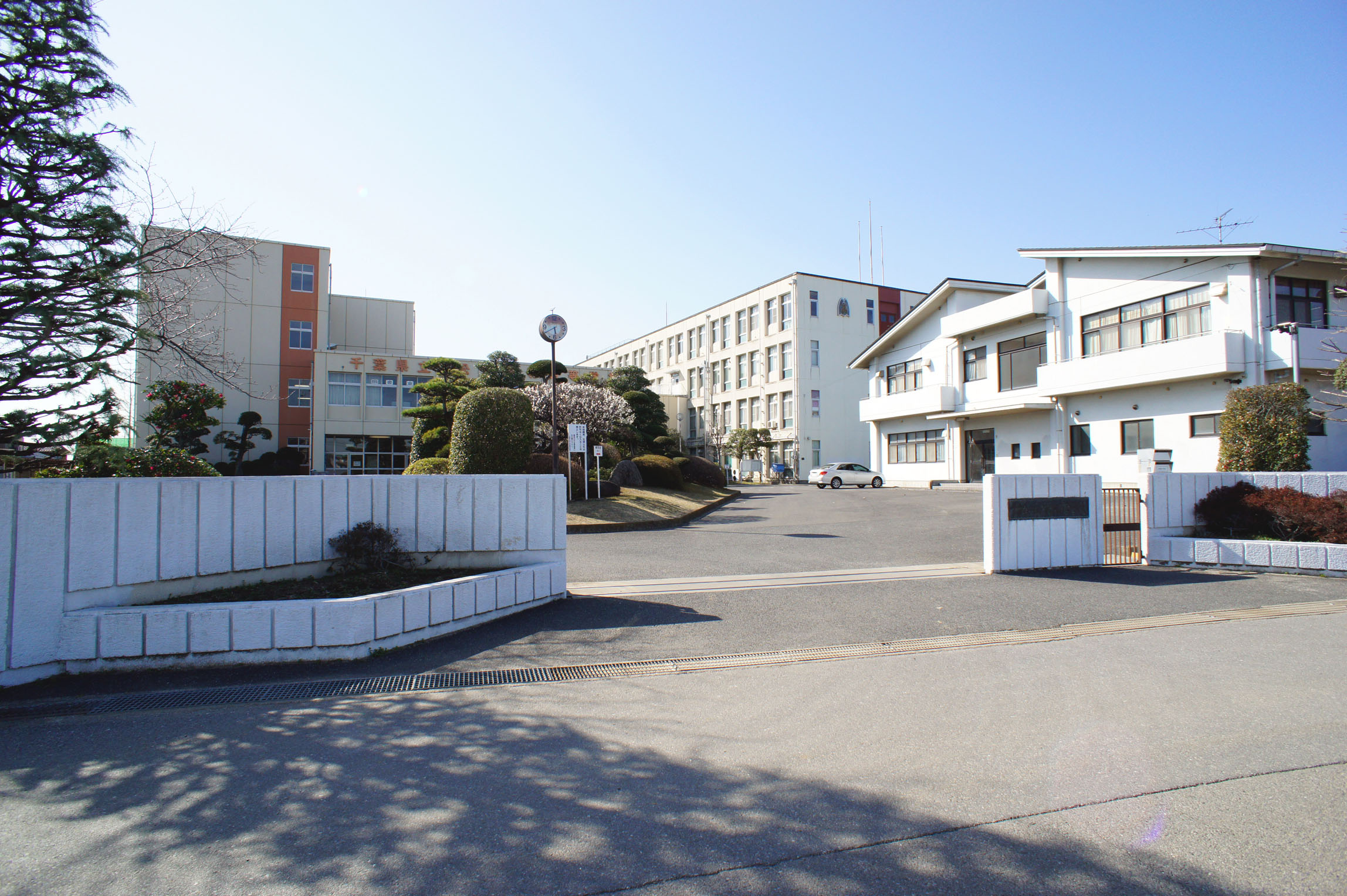
旧・千葉県立松戸矢切高等学校

松戸駅から上矢切地区の江戸川側（いわゆる上矢切第三、上三）に向かう郊外路線。単独区間はほぼ上三地区のみであり、千葉県立松戸矢切高校への通学輸送を目的に開業した。集落外れの田園地帯にある同校校地北隣に折り返し所を設けている。ここを含む末端部の道路が狭隘であるため、全車中型車を使用している。
終点の矢切の渡し入口停留所は、民営渡船「矢切の渡し」の矢切側渡船場とは約1 km ほど離れている。そのため渡し場へは田圃の中と江戸川堤防前の狭い道を歩く必要があったが、2012年4月28日のダイヤ改正で渡し場付近に「矢切の渡し」停留所が新設され、土休日の一部（一日38往復ある内の8往復）に限り同停留所まで延長運行されるようになり、アクセスが大きく改善された。この際に矢切の渡し入口停留所は「旧矢切高校」と改められるが、後に旧松戸矢切高校の建物を再利用した矢切特別支援学校が開校したこともあり、2018年に「矢切の渡し入口」に再改称された。なお以前、方向幕時代に「矢切の渡し」表示を準備した事があったが使用されなかった。

### 松戸八潮線（東武バスと共同運行）
- 松04 : 松戸駅 - 松戸営業所 - 上葛飾橋入口 - 天王橋通り - 農協支所 - 修徳高校野球場前 - 潮止橋北 - 八潮駅南口
- 松05 : 松戸駅 - 松戸営業所 - 上葛飾橋入口 - 天王橋通り - 農協支所 - 戸ヶ崎操車場 - 潮止橋北 - 八潮駅南口
- 松05 : 松戸駅 → 松戸営業所 → 上葛飾橋入口 → 天王橋通り（平日朝のみ）
- 松05 : 農協支所 → 天王橋通り → 上葛飾橋入口 → 松戸営業所 → 松戸駅
- 松05 : 松戸営業所 - 上葛飾橋入口 - 天王橋通り - 農協支所 - 戸ヶ崎操車場 - 潮止橋北 - 八潮駅南口

- 1984年（昭和59年）4月15日 : 戸ヶ崎操車場 - 有料橋入口 - 松戸駅を開通。
- 2008年4月1日 : ダイヤ改正により、松戸駅から天王橋通り・農協支所行の区間便が誕生。
- 2008年10月26日、松戸三郷有料道路が無料開放されたのに伴い、有料橋入口の停留所名を上葛飾橋入口に変更。運賃改定が行われる。
- 2009年9月1日 : 八潮駅南口まで延伸し、金町営業所から松戸営業所に移管、路線名を戸ヶ崎線から松戸八潮線に変更。
- 2011年1月31日 : 松04系統新規路線開業（新中川橋開通及び時間帯により混雑する戸ヶ崎交差点や潮止橋を通らないルートを新規路線開業）により、松05系統と共にダイヤ改正を実施。
- 2014年5月1日 : 運賃が前払いとなっていた松戸方向行きについて、八潮方向行きと同様の後払い整理券方式に変更。
- 2022年7月16日 : 松05のうち、夜の1往復を東武バス八潮営業所運行に変更。

松戸駅から根本・松戸営業所を経て上葛飾橋（旧・松戸三郷有料道路）を渡り、埼玉県三郷市南部の都県境に近いエリアを走ったのち潮止橋を渡って八潮市に入り、つくばエクスプレス線八潮駅南口に至る路線である。東京都内の金町営業所が担当する戸ヶ崎線の枝系統として開設されたため長く金町担当だったが、2009年（平成21年）9月1日付で移管された。ちなみに、金町担当時代は東京都内の営業所管轄であるにもかかわらず東京都域を全く走らないという極めて異例の路線だった。

農協支所 - 松戸駅間は東武バスの松03系統・松04系統と同じ経路を走り、停留所も同じである。なお、この路線は京成バス担当便の松戸方面行きに限り運賃が前払いとなっていたが、2014年5月1日より八潮方向行きと同様の後払い整理券方式に変更した。
戸ヶ崎線のうち金町営業所に残った金61系統は戸ヶ崎十字路 - 八潮駅南口間でも都内フリー定期や京成バス&タウンバス都内一日乗車券・京成バス&タウンバスIC金額式定期券が利用可能だが、当路線の同区間は利用不可である。これは運賃体系が戸ヶ崎線（均一制）と異なり対キロ制であり、しかも松戸営業所には都内乗り入れ路線がなく、車両の運賃箱が京成バス&タウンバス都内一日乗車券・京成バス&タウンバス東京都内ICカード金額式定期券に対応していない（運賃箱のタイプも違う）ためである。但し、戸ヶ崎十字路 - 八潮駅南口間の区間定期（紙定期券）の場合は戸ヶ崎線・松戸八潮線共に利用可能である。
また、八潮駅への延伸時には潮止橋南と八潮駅南口間に停留所が設置されていなかったが、2009年11月1日付で潮止橋北と大正通り入口の2停留所が新設された。2011年1月31日より松05の一部本数を使い新中川橋を通る松04系統が新設された。同時に東武バスも松04系統を設定し同一区間に2社が運行している（共同運行）。
松04系統及び松05系統は、同一路線で京成バスと東武バスにより共同運行されているが、共通定期券は発行されていない。これは京成バスが紙定期券、東武バスが金額式IC定期券と異なるためである。また、2023年7月22日の東武バス運賃改定から2025年3月1日の京成バス運賃改定までの期間は、ICカード利用時の運賃は京成バスが1円単位、東武バスが10円単位と異なっていた(現金支払い時の運賃は京成バス・東武バスともに10円単位で同額)が、京成バスの運賃改定により両社ともにICカード利用時の運賃が10円単位となったため、そのような現象は発生しなくなった。

なお、松5という系統番号が以前に新京成バスの別の路線で使用されていた事がある(2012年12月1日から2020年3月31日までは松戸新京成バスに松5の系統番号が復活していた。)。同様の例として、東武の松01 - 松04と新京成の松1 - 松4がある。(現在は両者とも系統番号が変更されている)

### 三輪野山線
- 流03 : 流山おおたかの森駅西口 - おおたかの森小・中学校 - 市野谷小学校 - 文化会館入口 - 流山一丁目（流山市役所入口） - 流山市役所正面玄関前（平日のみ。往復運行）※流山一丁目(流山市役所入口)は流山市役所正面玄関前方面のみ停車
- 流03 : 流山おおたかの森駅西口 → おおたかの森小・中学校 → 市野谷小学校 → 文化会館入口 → 流山一丁目（流山市役所入口） → 常与寺 → 平和台駅入口 → 小学校入口 → 流山駅 → 流山一丁目（流山市役所入口） → 文化会館入口 → 市野谷小学校 → おおたかの森小・中学校 → 流山おおたかの森駅西口（土休日のみ。循環運行）※土休日1便のみ運行、それ以外は平和台駅入口非経由
- 流03 : 流山おおたかの森駅西口 → おおたかの森小・中学校 → 市野谷小学校 → 文化会館入口 → 流山一丁目（流山市役所入口） → 常与寺 → 流山一丁目（流山市役所入口） → 文化会館入口 → 市野谷小学校 → おおたかの森小・中学校 → 流山おおたかの森駅西口（土休日のみ。循環運行）
- 流03 : 小学校入口 - 流山一丁目（流山市役所入口） - 文化会館入口 - 市野谷小学校 - おおたかの森小・中学校 - 流山おおたかの森駅西口（出入庫・土休日は小学校入口発のみ）
- 流03 : 流山おおたかの森駅西口 → おおたかの森小・中学校 → 市野谷小学校 → 文化会館入口 → 流山一丁目（流山市役所入口） → 常与寺 → 平和台駅入口（土休日のみ、入庫）
  - 2011年4月25日 : 流03、運行開始(区間：流山おおたかの森駅西口～三輪野山三丁目～文化会館入口～流山市役所（循環）)。
  - 2015年3月16日 : 流03系統運行ルートが三輪野山三丁目経由から三輪野山四丁目経由になり、流11系統・流12系統の新設(両系統とも早朝・深夜各1便ずつの運行)
  - 2021年3月16日:大幅な減便を実施せ、ダイヤを全日に統一。これにより、10時〜13時までの運行がなくなった。また、流03の平和台駅入口経由の循環便は流山おおたかの森駅西口8時45分のみとなった。また、流03・流11・流12の平和台駅入口止まりおよび小学校入口始発流山おおたかの森駅(流03と流12が西口・流11が東口)行きが1便増えた。
  - 2023年1月:流01、02、11、12系統を土休日運休に変更。（平日の運行本数に変化はなし）
  - 2024年5月25日:流12を廃止、流11を平日1往復に減便。流03の14時台の運行がなくなる。
  - 2024年12月27日:流01、02、11系統を廃止[5]
  - 2025年1月1日 : 流03の運行経路を変更し、三輪野山四丁目経由から市野谷小学校経由に変更[6]。流03の平和台駅入口経由の循環便は流山おおたかの森駅西口8時05分のみとなった。平日については循環運行から流山市役所正面玄関前発着の往復運行に変更となった[7][8]。

### 中山競馬場臨時シャトルバス
- 直通：東中山駅 - （無停車） - 中山競馬場（JRAレース開催日のみ運行）《市川営業所・習志野出張所と共管》

### 流山ぐりーんバス
流山市のコミュニティバスである「流山ぐりーんバス」で一部路線の運行を委託されている。「松ヶ丘・野々下ルート」は南柏駅・豊四季駅といった柏市内を経由するため、京成バスでは唯一柏市を運行する路線でもある。
- 江戸川台西ルート
  - 2005年11月21日新設
- 松ヶ丘・野々下ルート（東武バス西柏営業事務所と共同運行）

2013年6月3日新設。同年6月2日まで京成バスが担当していた「野々下・八木南団地循環ルート」と、東武バスが担当していた「松ヶ丘ルート」を統合したもの。
- 南流山・木ルート

2017年（平成29年）4月1日新設。

### 新松戸駅・松戸駅 - 羽田空港線（空港リムジンバス）

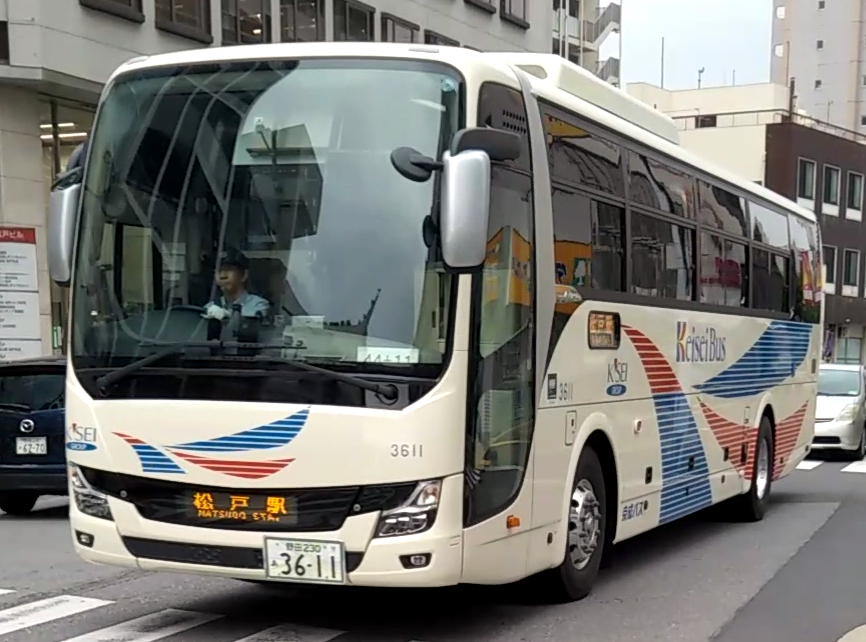
羽田空港と松戸駅を結ぶ高速バス3611号車（2019年7月3日撮影）

- (新松戸駅西口 -) 松戸駅西口 - 羽田空港《松戸新京成バス本社営業所・京浜急行バス羽田営業所と共同運行》
  - 2018年9月1日∶運行開始。京成バスは奥戸営業所が担当。
  - 2019年4月20日∶京成バスの担当が奥戸営業所から松戸営業所に移管。

2018年（平成30年）6月2日開通の東京外環自動車道三郷南IC〜高谷JCT間を通行するリムジン路線として、松戸新京成バスや京浜急行バスとの共同で立ち上げた路線である。開設当初、京成バス担当便は奥戸営業所が担当していたが、2019年4月20日より松戸営業所に移管となった。

### 松戸駅 - 東京ディズニーリゾート線（高速バス）
- 松戸駅 - 東京ディズニーランド - 東京ディズニーシー

《松戸新京成バス本社営業所と共同運行》
- - 2019年11月1日：運行開始。
  - 2020年2月16日：増便。松戸新京成バスが新規参入し、共同運行になる[10]。

### 松戸駅 - 三井アウトレットパーク木更津線
- 松戸駅 ← 三井アウトレットパーク木更津[11]

《小湊鉄道白子車庫と共同運行》
- - 2021年3月16日：運行開始。

## 廃止・移管路線

### 白井線
- 松戸駅- 八柱駅 - 五香駅 - 六実 - 向台（その後下総航空基地経由に変更）- 折立 - 白井（現・コミュニティセンター）

鮮魚街道から折立で白井流山線に入る路線。1928年（昭和3年）に大江六郎商会の手により松戸〜佐津間から営業を開始、1935年に白井まで延長され路線の基礎ができる。北総鉄道2期線開通と同時の1991年（平成3年）3月31日付で松戸駅と五香駅の間を廃止。さらに1998年（平成10年）6月1日付でちばレインボーバス白井車庫に移管の上、鎌ヶ谷線と改称した。

### 平塚線
- 松戸駅 - 五香駅東口 - クリーンセンター入口 - 六実駅 - 高柳駅 - 下総航空基地 -中村 - 平塚

こちらは終点まで鮮魚街道沿いを行く路線で、1959年（昭和34年）2月1日運行開始。1991年（平成3年）3月31日付で松戸駅と五香駅の間を廃止。ちばレインボーバスの営業開始後も京成電鉄が数カ月間運行したが、1998年10月19日限りで廃止。

### 沼南ゴルフ場線
- 松戸駅 - 五香 - 高柳新田（現・クリーンセンター入口） - 沼南ゴルフ場 - 沼南農協前

1960年（昭和35年）3月10日付で開設。1987年（昭和62年）、下総航空基地までに短縮され廃止。

### 木下線
- 西船橋駅 - 東中山駅入口 - 競馬場南門 - 法典小学校 - 馬込沢駅 - 鎌ヶ谷大仏駅 - 富笠道・競馬学校 - 白井駅 - 白井車庫 - 亀成 - 木下駅

1970年（昭和45年）、白井車庫開設時に市川営業所から移管。この時に白井車庫を境に西船橋と白井の間が白井線、白井と木下の間が木下線となる。1998年（平成10年）6月1日付でちばレインボーバス白井車庫に移管後、2009年（平成21年）3月31日限りで白井駅と木下駅の間が廃止された。

### 八柱線
- 松戸駅 - 八柱霊園

### 馬橋線
- 馬橋駅 - 金町三丁目 - 亀有警察署 - 中川大橋 - 青戸車庫 - 四ツ木橋 - 向島消防署（東向島駅入口） - 浅草雷門 - 浅草寿町

馬橋から国道6号をひたすら南下し東京都台東区の浅草寿町車庫まで行っていた。金町以南は都営バスの69系統（現・草39系統）と同一ルートだった。1969年（昭和44年）に葛飾区役所打ち切りに短縮された後、1971年（昭和46年）頃に廃止。

### 学園線

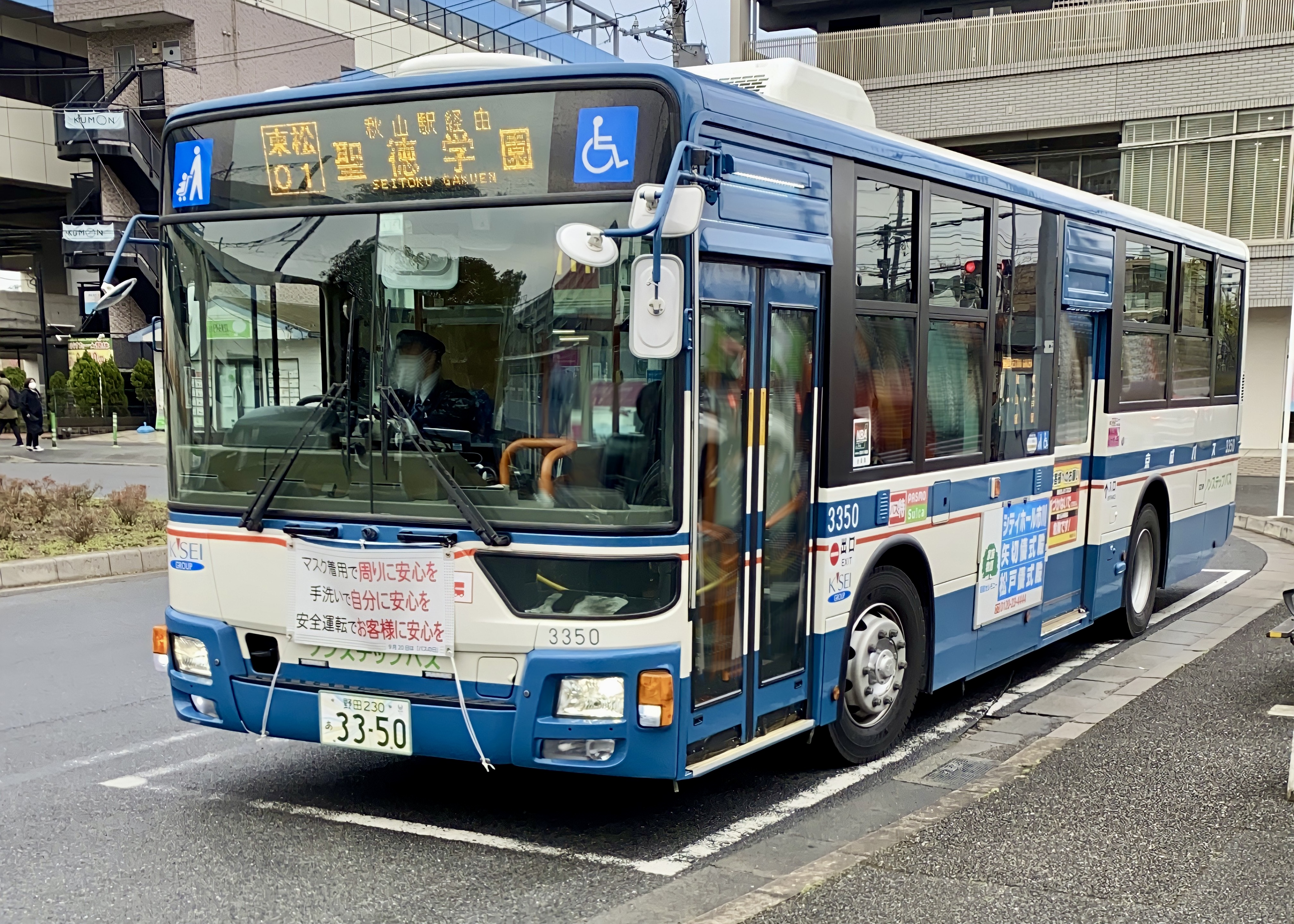
東松戸駅を発車する学園線（2021年3月9日撮影）

- 東松01: 東松戸駅～松戸南高校入口〜松戸第五中学校〜秋山駅～聖徳学園（平日・土曜のみ）
  - 2014年9月1日 ：上記区間で開通
  - 2021年3月19日：路線廃止。

学園線は東松戸駅と松戸市秋山にある聖徳学園を結ぶ通学輸送を目的として2014年9月に開設された路線である。松戸営業所の路線バスでは唯一、東松戸駅に乗り入れていた。利用客のほとんどが聖徳学園（聖徳大学附属小学校・聖徳大学附属女子中学校・高等学校）の生徒と教職員であったため、学校が長期休暇の期間は路線運休となっていた。2021年3月18日の運行を最後に路線廃止となった。

### 東初石線
- 流01 : 流山おおたかの森駅東口 - 東初石五丁目 - 初石駅入口 - 流山中央病院 - 江戸川台駅東口
  - 2011年4月25日：運行開始（区間：流山おおたかの森駅西口～初石駅入口～江戸川台駅東口）。
  - 2015年3月16日：流山おおたかの森駅の発着場所が西口から東口に変更
  - 2021年3月16日：大幅な減便そしてダイヤは全日に統一。これにより、10時〜14時までの運行なし。
  - 2023年1月：流01、02、11、12系統を土休日運休に変更。（平日の運行本数に変化はなし）
  - 2024年5月25日：平日3往復のみに減便。
  - 2024年12月27日：流01、02、11系統を廃止。[12]

### 西初石線
- 流02 : 流山おおたかの森駅西口 - 流山郵便局前 - 西初石三丁目 - 江戸川台西四丁目 - 江戸川台駅西口
  - 2011年4月25日：上記区間で運行開始。
  - 2021年3月16日：大幅な減便そしてダイヤは全日に統一。これにより、10時〜14時までの運行なし。
  - 2023年1月：流01、02、11、12系統を土休日運休に変更。（平日の運行本数に変化はなし）
  - 2024年5月25日：平日3往復のみに減便。
  - 2024年12月27日：流01、02、11系統を廃止。[13]

### 三輪野山線（一部系統の廃止）
- 流11 : 流山おおたかの森駅東口 → 東初石五丁目 → 流山警察署前 → 三輪野山三丁目 → 文化会館入口 → 平和台駅入口(2024年12月27日で廃止)
- 流11 : 小学校入口 → 文化会館入口 → 三輪野山三丁目 → 流山警察署前 → 東初石五丁目 → 流山おおたかの森駅東口(2024年12月27日で廃止)
- 流12 : 流山おおたかの森駅西口 → 流山警察署前 → 三輪野山三丁目 → 文化会館入口 → 平和台駅入口(2024年5月24日で廃止)
- 流12 : 小学校入口→文化会館入口 → 三輪野山三丁目 → 流山警察署前 → 流山おおたかの森駅西口(2024年5月24日で廃止)
  - 2011年4月25日 : 流03、運行開始(区間：流山おおたかの森駅西口～三輪野山三丁目～文化会館入口～流山市役所（循環）)。
  - 2015年3月16日 : 流03系統運行ルートが三輪野山三丁目経由から三輪野山四丁目経由になり、流11系統・流12系統の新設(両系統とも早朝・深夜各1便ずつの運行)
  - 2021年3月16日:大幅な減便そしてダイヤは全日に統一。これにより、10時〜13時までの運行なし。流03の平和台駅入口経由循環便は流山おおたかの森駅西口8時45分のみに。また流03・流11・流12の平和台駅入口止まりおよび小学校入口始発流山おおたかの森駅(流03と流12が西口・流11が東口)行きが1便増えた。
  - 2023年1月:流01、02、11、12系統を土休日運休に変更。（平日の運行本数に変化はなし）
  - 2024年5月25日:流12を廃止、流11を平日1往復に減便。流03の14時台の運行がなくなる。
  - 2024年12月27日:流01、02、11系統を廃止[14]
  - 2025年1月1日 : 流03の運行経路を変更し、三輪野山四丁目経由から市野谷小学校経由に変更[15]。平日については流山市役所正面玄関前行きに変更された

## 車両

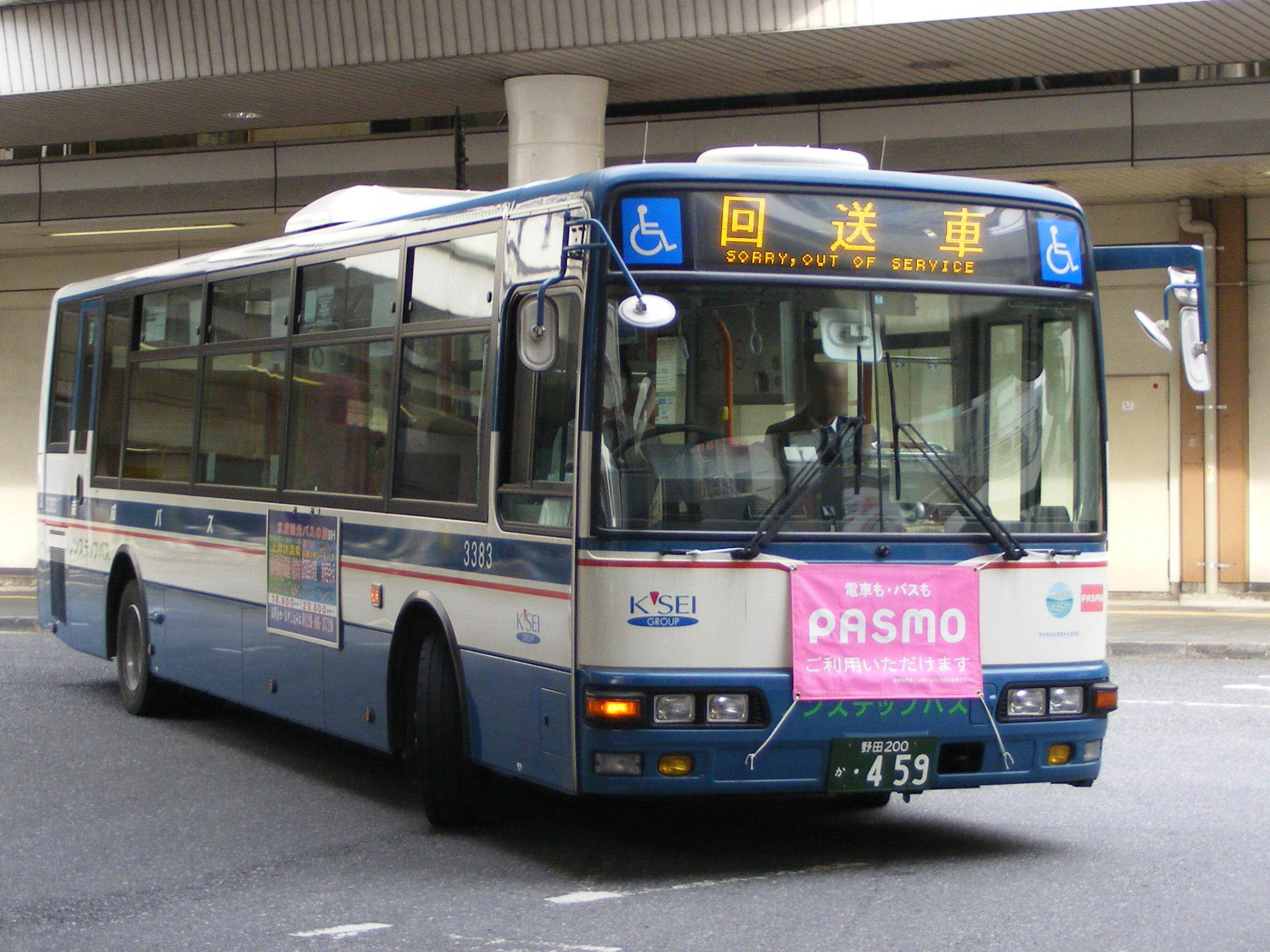
松戸営業所初の中型ロング車

市川営業所や都内、さらに京成トランジットバスといった近隣拠点がいすゞ自動車中心の配車となっているのに対して、当営業所の一般路線車は京成電鉄時代からグループ唯一となる三菱ふそう（新三菱重工→三菱重工→三菱自動車工業→三菱ふそうトラック・バス、MR系→MP100系→エアロスター）が代々選択されてきた。

ボディは当初三菱純正だったが、1978年（昭和53年）から1996年（平成8年）までは都内や市川のいすゞ車と同じ富士重工（現・SUBARUおよび桐生工業）が架装された。このため1984年（昭和59年）登場の初代エアロスターボディは三菱純正、新呉羽自動車工業製共に発注したことがない。2代目エアロスターボディにフルモデルチェンジした後の1997年（平成9年）より再び三菱ふそう純正車体となり、三菱自動車も1998年（平成10年）4月以降納車分は富士重工ボディの架装を認めない方針に転換した。
2008・2009年度は、三菱ふそうトラック・バスが日産ディーゼル工業製OEM車『エアロスター-S』を主に推してきたが、京成グループは日産ディーゼルとの取引がほとんどないこともあって三菱ふそうから購入しなかった。代わりに日野自動車のブルーリボンⅡを納車させるが、日産ディーゼル改めUDトラックスのバス車両事業撤退に伴い三菱ふそう自社での大型ノンステップ車生産が再開されることになり、2010年（平成22年）秋導入分から3年ぶりにエアロスターが配車された。

また、2009年（平成21年）の松戸八潮線移管に際して、金町営業所からいすゞキュービックノンステップバス（KC-LV832N）が転入してきたが、ふそうが自社生産を再開した直後のエアロスター（LKG-MP37FM）によって置き換えられた。
2014年（平成26年）11月、京成バス初となる新型エアロスターQKG-MP38FKが導入された。現行のエアロスター2PG-MP38FKは、2017年11月から納入されている。
配置される大型車は基本的に標準尺だが、 PKG-KV234L2 （ブルーリボンⅡ）や QKG-MP37FK （エアロスター）などといった短尺の車両も多数配置されている。なお、日野自動車に関しては PDG-KV234N2 （標準尺・AT車）も配置されている。

松戸営業所の車両は1997年（平成9年）上期までの納車分は習志野ナンバー、以後は野田ナンバーを付けているが、松戸市がご当地ナンバー第3弾募集に応募し認められたため、2020年4月以降納車分から「松戸ナンバー」に切り替えられる予定である。